# Список умерших в 1215 году

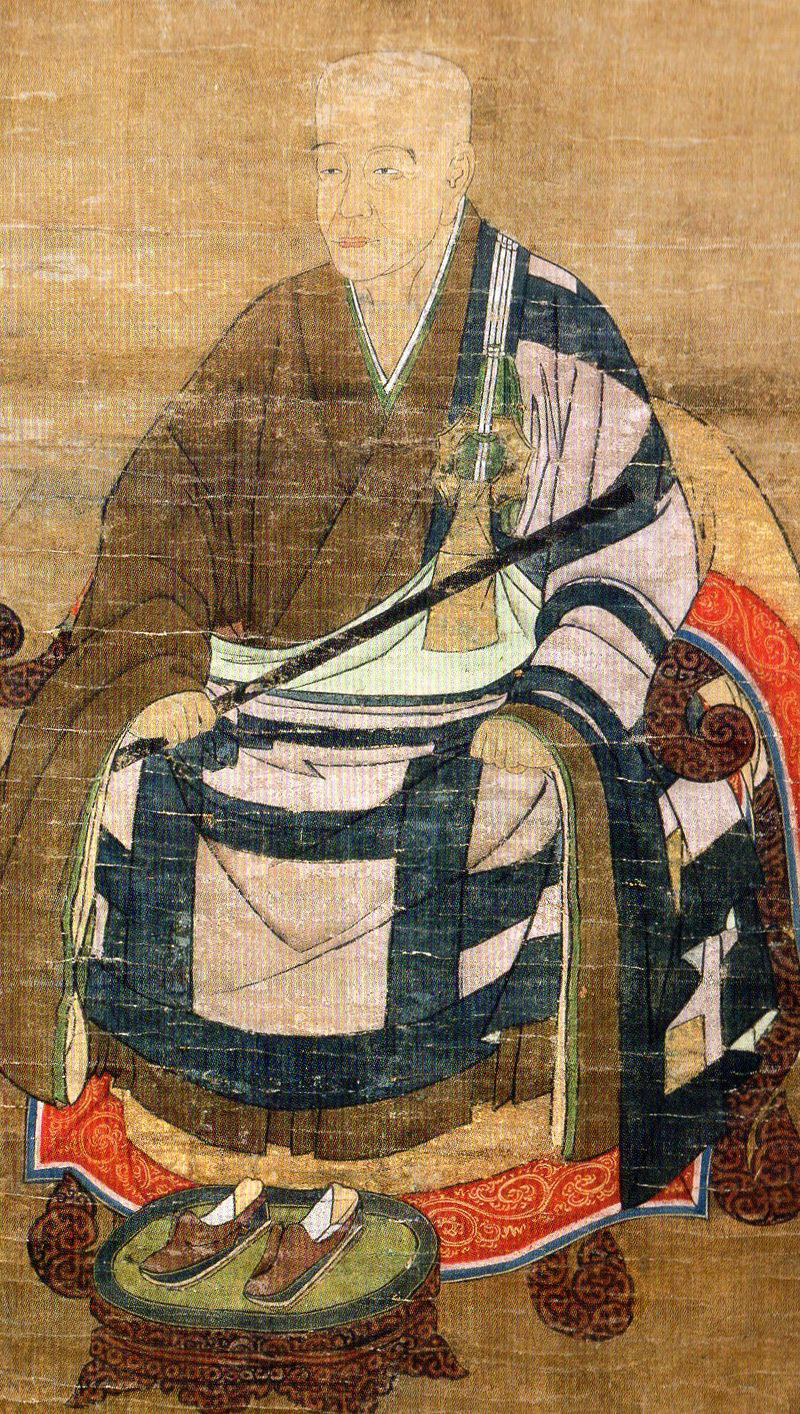
Эйсай

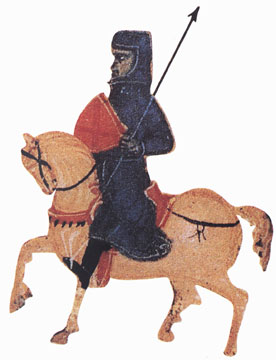
Бертран де Борн

В этой статье представлен список известных людей, умерших в 1215 году.
См. также: Категория:Умершие в 1215 году

## Февраль
- 3 февраля или 4 февраля — Юстас[англ.] — епископ Или (1197—1215), лорд-канцлер Англии (1197—1199)
- 6 февраля — Ходзё Токимаса — первый сиккэн Японии (1199—1205).
- Манфред II — маркграф Салуццо (1175—1215).

## Июнь
- 8 июня — Сикард Кремонский — епископ Кремоны (1185—1215), богослов и историк.
- Манегольд фон Берг[нем.] — епископ Пассау (1206—1215)

## Июль
- 2 июля — Эйсай — японский буддийский монах периода Камакура, последователь учения дзэн, основатель японской школы Риндзай, популяризатор культуры чая в Японии

## Сентябрь
- 1 сентября — Отто I[англ.] — епископ Утрехта (1212—1215).
- 3 сентября — Амиция де Бомон, графиня Лестер де-юре с 1204 года.

## Ноябрь
- 17 ноября — Жиль де Браоз[англ.] — епископ Херефорда (1200—1215)
- 29 ноября — Анджело[фр.] — кардинал-дьякон de S. Adriano (1212—1215).

## Декабрь
- 25 декабря — Ронселин Марсельский, последний правящий виконт Марселя (1193—1212).

## Дата неизвестна или требует уточнения
- Альдобрандино I д’Эсте, глава рода д‘Эсте (с 1212), правитель Феррары, Мантуи, Вероны и Анконской марки.
- Бертран де Борн — провансальский трубадур
- Гираут де Борнель — трубадур, считавшийся мастером «тёмного стиля».
- Джалал ад-Дин Али, последний правитель (малик) Бамиана из династии Гуридов (1206—1215).
- Джеффри Колдингемский, шотландский хронист, монах-бенедиктинец.
- Джоселин Бракелондский, английский хронист, монах-бенедиктинец.
- Жеро IV д’Арманьяк — граф д’Арманьяк и де Фезансак (1193—1215).
- Иоанн Каматир, византийский писатель.
- Иоанн Шавтели, грузинский поэт, философ и оратор; преподобный Грузинской православной церкви.
- Михаил I Комнин Дука — основатель и первый царь Эпирского царства (1205—1215), убит
- Tālivaldis[англ.] — правитель Талавы, убит
- Хулан, вторая (после Борте) супруга Чингисхана, меркитка.
- Эсклармонда де Фуа[англ.] — дочь Роже Бернара I де Фуа, видная фигура движения катаров, героиня народного фольклора